# Gabriel Rodríguez
Gabriel Rodriguez (Valencia, 9 dicembre 1829 – Madrid, 20 dicembre 1901) è stato un ingegnere, economista e politico spagnolo.
Liberale, fece parte Governo provvisorio del 1868. Diresse, con Ramón Costa, il Boletín de la Institución Libre de Enseñanza (BILE).

## Biografia
Gabriel Rodríguez nacque in una famiglia di Valencia trasferitasi a Madrid quando lui era ancora in fasce.
Si distinse in vari campi: come ingegnere insegnò alla Scuola di ingegneria di Caminos dove ebbe come alunno José de Echegaray; come economista fu professore e fautore convinto del libero mercato; come politico liberale fu deputato dal 1869 al 1871, senatore per Porto Rico, sottosegretario del Commercio con Laureano Figuerola nel Governo provvisorio del 1868 rifiutando due volte la carica di Ministro.
Nel 1872 aprì un prestigioso studio legale specializzato a risolvere casi di contenzioso amministrativo in relazione alle opere pubbliche, in cui passò anche Ramón Costa.
Con Costa diresse il Bollettino della Institución Libre de Enseñanza (BILE), in cui Gabriel Rodríguez si prodigava sia insegnadovi musica e tenendo cicli di conferenze, sia nel procacciare i fondi necessari al sostentamento della istituzione che era privata.
Fece parte della Sociedad Abolicionista Española fin dalla sua fondazione il 2 aprile 1865.
L'Ateneo madrileno, di cui fece parte, conserva come una delle conferenze storiche quella di Gabriel Rodríguez sopra l'abolizione della schiavitù.
Fondò l'Associazione per la riforma delle tariffe doganali e fu tra i fondatori della Società libera di Economia Politica di cui fu anche segretario della Giunta direttiva durante 10 anni.
Era fermamente convinto che lo sviluppo fosse possibile solo con il libero mercato presupposto per costruire un più giusto sistema di distribuzione della ricchezza e che questo andasse di pari passo con le libertà individuali ovvero con i Diritti dell'Uomo affermando che: “non sarà possibile che la libertà di mercato possa affermarsi senza le altre libertà, perché sarà dottrina di ogni liberale che la libertà è una sola”.
Morì a Madrid il 20 dicembre 1901 all'età di 72 anni sotto la reggenza di Maria Cristina d'Asburgo-Teschen.